# Husband Kimmel
Admirál Husband „Hubby“ Kimmel (26. února 1882, Henderson, Kentucky – 14. května 1968 Connecticut) byl americký námořní důstojník a admirál amerického vojenského námořnictva.

## Kariéra
Narodil se v roce 1882 v Hendersonu ve státě Kentucky v rodině armádního majora a vystudoval námořní akademii.
Od roku 1906 sloužil na různých válečných lodích v karibské oblasti. První světové války se zúčastnil v oddíle bitevních lodí USA, která byla vyslána jako podpora britské Grand Fleet. Hodnost kapitána získal v roce 1926.
Krátký vrchol jeho kariéry nastal v únoru 1941, kdy byl povýšen do funkce hlavního velitele tichomořské oblasti (CINCPACFLT) a stal se služebně nejstarším admirálem amerického námořnictva.[zdroj?] Nastoupil po admirálu Richardsonovi, který kritizoval přesun domovské základny pacifického loďstva z kalifornského San Diega v roce 1940 na havajský Pearl Harbor. Zde také Kimmelova kariéra skončila 10 dní po japonském útoku. Viceadmirál Pye zastavil jeho plány na posílení obrany ostrova Wake a v době nástupu definitivního velitele pacifické flotily admirála Nimitze už byl ostrov okupován Japonci.
H. E. Kimmel byl označen Robertsovou komisí spolu s velitelem pozemních sil generálem Waltrem Shortem za hlavního viníka katastrofy. Po snížení hodnosti o dva stupně byl počátkem roku 1942 propuštěn do civilu a zaměstnán u firmy pracující pro námořnictvo. Během hořkých let doprovázených nenávistnými útoky a výzvami k sebevraždě se marně pokoušel o veřejnou obhajobu před řádným vojenským soudem. Zemřel v 86 letech v roce 1968.
Teprve v roce 1999 americký Senát očistil jeho jméno s tím, že se k admirálovi nedostaly zásadní informace, které měl k dispozici Washington, jak Kimmel tvrdil už v roce 1942. Prezident Clinton ani žádný další prezident však nevyhověli rezoluci Senátu, která vyzývala k posmrtnému navrácení původní hodnosti obou „obětních beránků“.

## Film
- Pravda o Pearl Harboru; režie: Christopher Spencer; Velká Británie, 2016, historický dokument 2×45 min[2]